# Ludmila de Weever
Ludmila N.L. de Weever (23 mei 1980) is een Sint Maartens politica. Sedert 19 mei 2021 is zij lid van de Staten van Sint Maarten. Tussen 2020 en 2021 was zij minister van Toerisme, Economische Zaken, Vervoer en Telecommunicatie van Sint Maarten.
De Weever stelde zich kandidaat voor de 2020 verkiezingen als lid van de United People's Party (UP) en werd verkozen. Op 28 maart 2020 trad zij aan als minister van Toerisme, Economische Zaken, Vervoer en Telecommunicatie in het Kabinet-Jacobs II. Ruim een jaar later diende zij haar ontslag in om statenlid te worden. Vervolgens verliet de Weever in september 2022 de partij en ging verder als onafhankelijke statenlid. Sedert maart 2023 is zij aangesloten bij PFP.